# HK Spartak Subotica
HK Spartak Subotica je hokejový klub ze Subotice, který hrává srbskou hokejovou ligu. Klub byl založen roku 1945. Jeho domovským stadionem je Gradsko klizalište Subotica (městské kluziště) s kapacitou 1000 diváků.

## Historie
HK Spartak je nástupcem hokejového týmu SK Palić, který před 2. světovou válkou hrál u Subotice a v roce 1941 také soutěžil na mistrovství Království Jugoslávie. HK Spartak se měl v roce 1946 zúčastnit mistrovství Jugoslávie, které se ale kvůli počasí nehrálo. V roce 1947 skončil na 4. místě. HK Spartak byl pravidelný účastník jugoslávské ligy a poté srbské ligy. Klub však kvůli různým problémům, nedostatečnému počtu hráčů a finančním těžkostem nehrál každou sezónu. Nejlepšího výsledku klub dosáhl v letech 1992, 1993, 2000 a 2010, kdy skončil na 2. místě. V roce 2016 vyhrál Balkánskou ligu ledního hokeje, ale po této sezóně rozpustil mužský tým, a dále pokračoval jen s ženami a mládežníky.

## Úspěchy
- Srbská liga ledního hokeje – 2. místo 4x (1992, 1993, 2000, 2010)
- Balkánská liga ledního hokeje – 1. místo (2016)